# 甲登·络绒登真降措
甲登·络绒登真降措，藏族，第二世（不计追认）甲登活佛。

## 生平
甲登·络绒登真降措是藏传佛教格鲁派的甘孜吉祥大金寺的第二世（不计追认）甲登活佛。他圆寂之后，1949年，其转世灵童被认定并举办了坐床典礼，成为第三世（不计追认）甲登活佛，即甲登·洛绒向巴。